# Мукомольный переулок
Мукомо́льный переу́лок (бывший Петро-Митрополитский переулок) — переулок в центральной части города Ярославля, лежащий между Которосльной набережной и Большой Октябрьской улицей.

## История
Бывшее название — Петро-Митрополитский переулок (с вариантами: переулок Петра Митрополита, Петромитрополитская улица) по церкви Петра Митрополита, перестроенной в советское время под производственные нужды мукомольным заводом. В первой половине XIX века иногда рассматривается как часть Семеновской улицы или улицы Нетечи.
В июне 1927 году переулок переименован в Мукомольный переулок по находящемуся здесь мукомольному заводу № 1 (бывшая мельница Вахрамеева). В 1975 году сюда было перенесено трамвайное кольцо из Торгового переулка, которое просуществовало до 2009 года. В 2013 году на северном конце переулка на месте бывшего трамвайного кольца был разбит сквер, в котором планируется установка памятника ярославским меценатам.

## Здания
- № 1 — ОАО «Ярославский Мукомольный завод № 1 имени Я. Л. Грача»
- № 4 — Бывший дом Кузнецова, возведенный в конце XVIII века (отмечен на карте города 1802 года). В середине XIX века капитально перестроен и получил оформление в стиле позднего классицизма[3].
- № 6 — Церковь Петра Митрополита, построенная в 1657 году. В 1920-х годах закрыта. В советское время использовалась под производственные нужды мукомольным заводом. В 2010 году возвращена Русской православной церкви[4].